# Adam Rapacki
 (février 2016).
Si vous disposez d'ouvrages ou d'articles de référence ou si vous connaissez des sites web de qualité traitant du thème abordé ici, merci de compléter l'article en donnant les références utiles à sa vérifiabilité et en les liant à la section « Notes et références ».
Adam Rapacki, né à Lemberg le 24 décembre 1909 et mort le 10 octobre 1970 à Varsovie, est un homme politique et économiste polonais.

## Biographie
Entre les deux guerres, Adam Rapacki appartint à diverses organisations socialistes et, en tant que soldat en 1939, fut fait prisonnier par les Allemands. Après la fin de la guerre, en 1948, à la suite de l'unification du parti socialiste polonais et du parti ouvrier polonais, il devint membre du parti ouvrier unifié polonais.
Entre 1948 et 1968, il fit partie du bureau politique. Nommé en 1947 ministre de la marine, il passa trois ans plus tard à la direction de l'Enseignement supérieur. En 1956 Gomułka venu au pouvoir le fit ministre des Affaires étrangères. À la suite de la campagne antisémite de 1968, Rapacki se retira de la vie politique en mars de cette année-là. Il meurt en 1970 et son épouse Krystyna en 1981

## Plan Rapacki
En octobre 1957, en sa qualité de ministre des Affaires étrangères, il présenta à la douzième session de l'Assemblée plénière des Nations unies un plan qui portait son nom (Plan Rapacki) ; ce plan aurait créé en Europe centrale une zone dénucléarisée comprenant la République fédérale d'Allemagne, la RDA, la Pologne et la Tchécoslovaquie. Rejeté par les puissances occidentales ce plan était présenté par la Pologne communiste comme un des éléments de la « politique de paix » en Europe du camp soviétique. De fait son objectif stratégique était évidemment d'affaiblir l'OTAN par rapport au Pacte de Varsovie,.